# Philadelphia Phillies
A Philadelphia Phillies egy Major League Baseball csapat. Alapításának éve 1883, így ez a csapat az egyik legrégebbi profi Egyesült Államok beli csapat bármely sportágat nézve. A Phillies a Nemzeti Liga Keleti Divíziójának tagja. A divízión belüli riválisai: Atlanta Braves, Miami Marlins, New York Mets, Washington Nationals. A csapat otthona a Citizens Bank Park, amely a város déli részében található, itt játsszák a hazai mérkőzéseiket 2004 óta.
A Philadelphia Phillies kétszeres World Series bajnok. Az első siker 1980-ban született a Kansas City Royals ellen, 2008-ban pedig a Tampa Bay Rays csapatát győzték le a fináléban. A két bajnoki címen kívül a csapat hétszeres Nemzeti Liga győztes, az elsőt 1915-ben sikerült begyűjteni. A Phillies 2007 óta zsinórban ötször nyerte meg a divízióját, így jelenleg a liga legerősebb csapatai közé tartozik.
A franchise-t 1883-ban alapították Philadelphia városában. Elődje a Worcester Worcesters, amely 1880 és 1882 között volt tagja a ligának. A csapat már számos stadiont mondhatott otthonának, melyek a következők: Recreation Park; Baker Bowl; Shibe Park (későbbi Connie Mack Stadium); Veterans Stadium. A jelenlegi otthona a csapatnak a Citizens Bank Park.